# Cartaz (licença)
Cartaz era a licença portuguesa exigida aos navios que pretendiam navegar e comerciar no oceano Índico durante o século XVI, sob o domínio do império português.  A política dos "cartazes" foi instituida a partir de 1502: todo o movimento marítimo do Índico, deveria ter este salvo-conduto - passado pelas autoridades portuguesas aos seus aliados e a todos os pagavam tributo - exibido no navio de forma visível ou seria atacado. O nome poderá ter originado no árabe qirtas e ter tido uma utilização anterior à chegada dos portugueses..

## Antecedentes
O licenciamento de navios pelos portugueses foi iniciado pelo Infante Dom Henrique a partir de 1443, com autorização do rei e do Papa, quando decretou o monopólio da navegação na costa oeste Africana, iniciando o Mare clausum português no oceano Atlântico. Os navios passaram a ser licenciados por Portugal, que autorizava e apoiava a navegação, em troca de parte dos lucros obtidos (geralmente 20%, "o quinto"), motivando o investimento em viagens de exploração por portugueses e estrangeiros..

## Os cartazes
Os licenciamento por cartazes foi o sistema criado no oceano Índico a partir de 1502, para forçar o monopólio português numa vasta área, aproveitando o comércio local: o cartaz era emitido pelos portugueses a um baixo custo, concedendo aos navios mercantes protecção perante os piratas e estados rivais que então abundavam nestes mares. No entanto, o seu objectivo principal era garantir que os mercadores pagavam o imposto nos entrepostos portugueses, encaminhando-os para as feitorias em Goa, Malaca e Ormuz, impondo a política mare clausum que garantia o seu monopólio do comércio de especiarias e outros produtos.
Oficialmente nenhum navio estava autorizado a navegar na costa indiana sem este documento português, arriscando-se perder a sua mercadoria, ser atacado e até mesmo afundado pelas frotas portuguesas - sobretudo navios mercantes muçulmanos, hindus e malaios no Índico  que anualmente, durante a monção, patrulhava as costas exigindo este documento. Mais tarde, à medida que perdia influência, a emissão de cartazes tornou-se uma importante fonte de rendimento para a coroa por si só.